# FC Santa Cruz d'Alépé
Maillots
Le Santa Cruz d'Alépé est un club ivoirien de football basé à Alépé. Il évolue en D3. Son lieu d'entraînement est le Stade Municipal d'Alépé.